# عطاءالله زاهد
عطاءالله زاهد (زاده ۱۲۹۴ در شیراز – درگذشته ۱۵ آبان ۱۳۷۰ در تهران) بازیگر سینما و تئاتر و کارگردان سینما و دوبلور اهل ایران بوده‌است.

## زندگی
زاهد در سال ۱۲۹۴ خورشیدی در شیراز زاده شد و در رشته ادبیات از دانشگاه تهران فارغ‌التحصیل گشت. پدرش تحصیل کردهٔ دارالفنون بود و به موسیقی آشنایی داشت و به دلیل شغل پدرش در دستگاه علی‌خان ظهیرالدوله، مدام بین تهران و شیراز دررفت‌وآمد بودند. وی فعالیت هنری‌اش را سال ۱۳۰۳ با بازی در نمایش رستاخیز سلاطین آغاز کرد. علاقهٔ بسیاری به علوم قدیمه وی را بر آن داشت تا به‌طور آزاد و ذوقی آن دروس را فراگیرد. او در سال ۱۳۱۸ به مدرسه مروی و سپس به مدرسه سپهسالار رفت و نزد اساتیدی چون میرزا آقای شیرازی، محمدعلی حکیم، میرزا احمد آشتیانی و آیت‌الله شاه آبادی، علوم فقهی را فراگرفت. از ۱۳۱۹ زیر نظر سیدعلی خان نصر و صدیق اعلم، فعالیت هنری اش را در رادیو ایران ادامه داد و به همراهی صبا، محجوبی، خالدی، و طاطایی چندین سال آواز می‌خواند. در نمایشنامه‌های رادیویی هم بازی می‌کرد. سپس به دعوت رادیو دهلی به مدت هشت ماه در بخش فارسی آن رادیو گویندگی کرد. همکارای اش با رادیو، تا سال ۱۳۲۶ که برای تحصیل به خارج رفت، ادامه پیدا کرد. در دههٔ ۱۳۲۹ ضمن ادامهٔ فعالیت در تئاتر، به سینما روی آورد و به عنوان دیلماج در سالن‌های سینما گفتار فیلم‌ها را با صدای بلند برای تماشاگران به فارسی می‌خواند. شکوفایی کارش در تئاتر، در همکاری با عبدالحسین نوشین و حسین خیرخواه، در تئاتر فرهنگ بود. چندی به ایالات متحده آمریکا رفت و مطالعهٔ جدی سینما را آغاز کرد. طی سال‌های دوری از ایران، به ترکیه، مصر، لبنان و هندوستان و چند کشور دیگر سفر کرد. در سال ۱۳۲۷ به ایران بازگشت و پس از تأسیس استودیو آریا به دوبلهٔ فیلم مشغول شد. طی نهضت ملی شدن صنعت نفت ایران فعالیت سیاسی می‌کرد. او فعالیت در سینمای حرفه‌ای را سال ۱۳۳۲ با فیلم ماجرای زندگی به عنوان نویسنده و تهیه‌کننده تجربه کرد. وی مدیر چند شماره از مجله «فیلم‌ها و پرده‌ها» بود. زاهد در ۱۵ آبان ۱۳۷۰ درگذشت و در گورستان ابن‌بابویه به خاک سپرده شد.

## تحصیلات
- فارغ‌التحصیل دانشسرای عالی دارالمعلمین تهران
- فارغ‌التحصیل رشتهٔ ادبیات از دانشگاه تهران

## فعالیت‌ها
- از بنیان‌گذاران اتحادیه صنایع فیلم ملی ایران
- از مؤسسین حسینیه ارشاد
- ۱۳۲۵، فیلم «برف روی پاها» (در ایران: مرا ببخش، مدیر دوبلاژ عطاالله زاهد و با گویندگی ایرج دوستدار، اسدالله پیمان، مهری عقیلی و مهین دیهیم، نخستین فیلمی که در تهران دوبله شد و در در سینما دیانا و پارک نمایش داده شد)
- ۱۳۲۷، نخستین استودیو آریا با همکاری مهدی امیرقاسم خانی، جلال مغازه‌ای، احمد شیرازی، سعید غیاثی و دوبلهٔ «آهنگ شهرزاد» ساخته بارتر رایش (نخستین فیلمی که به شیوه ضبط مغناطیسی صداگذاری شد)
- ۱۳۳۳، با ماجراهای زندگی (نویسنده و تهیه‌کننده، با مشارکت مهدی خالدی)
- از اعضای هیئت رئیسه اتحادیهٔ صنایع فیلم ملی ایران در دههٔ ۱۳۴۰

در سال ۱۳۳۵ به عنوان نویسنده و کارگردان با فیلم بوسهٔ مادر کارش را در سینما آغاز کرد. زاهد در حین بازی در فیلم چشم به راه، همچنین مشغول ساخت چهارمین فیلم خود «مُردم از خوشی» بود که این اتفاقات باعث متوقف شدن فیلم و همین‌طور عدم امکان ادامهٔ فیلمسازی زاهد شد.
- ۱ - چشم‌به‌راه (۱۳۳۷ به علاوه تهیه‌کننده) با شرکت ایرن، تهمینه، حیدر صارمی و محسن مهدوی
- ۲ - بازگشت به زندگی (۱۳۳۶) با شرکت ناصر ملک‌مطیعی، مهین معاون‌زاده و هوشنگ بهشتی
- ۳ - بوسه مادر (۱۳۳۵) با شرکت مهین دیهیم، شهلا ریاحی و محسن مهدوی

در چشم به راه «زاهد» در نقش «علی کاردی» بازی کرده و خود از تهیه‌کنندگان فیلم بوده‌است. صحنه‌هایی که این فیلم (چشم به‌راه) از جنوب شهر و واقعیت‌های آن نشان می‌داد برای فیلم دردسرساز شد و فیلم با تلاش سرهنگ ملک اسماعیلی (رئیس ادارهٔ اماکن وقت) توقیف و کمی بعد با حذف صحنه‌های جنوب شهر و اضافه کردن چند صحنه رقص و آواز نمایشش ادامه یافت.
عطاءالله زاهد بعد از انقلاب ۱۳۵۷ و با بازی در فیلم راهی به سوی خدا (به کارگردانی جلال مهربان و با حضور رضا بیک‌ایمانوردی، محصول ۵۹–۱۳۵۸) مجددا فعالیت سینمایی‌اش را آغاز کرد (البته این فیلم به نمایش در نیامد). در مورد گویندگان زاهد، احمد رسول‌زاده نیز در کارهایی نظیر سریال هزاردستان، سمندر و در مسیر تندباد گوینده عطاءالله زاهد بوده‌است. اما فیلم‌هایی که صدابرداری سر صحنه بوده و شاهد بازی زاهد با صدای خودش هستیم

## بازیگری

### تئاتر
- فعالیت در تئاتر از ۱۳۰۳ با «رستاخیر سلاطین» (در شیراز)
- ادامه فعالیت‌های تئاتری در تهران از ۱۳۲۲ با «بزم بهرام گور»
- بارگاه معاویه
- تاجر ونیزی
- خسیس
- دختر شکلاتی
- دزدان اجتماع
- شاه صفی
- کارمند دولت
- محمدعلی بیک

### سینمایی
| فیلم‌شناسی عطاءالله زاهد | فیلم‌شناسی عطاءالله زاهد | فیلم‌شناسی عطاءالله زاهد | فیلم‌شناسی عطاءالله زاهد | فیلم‌شناسی عطاءالله زاهد |
| سال                     | نام فیلم                | کارگردان                | دوبلور                  |                         |
| ----------------------- | ----------------------- | ----------------------- | ----------------------- | ----------------------- |
| ۱۳۷۰                    | دلشدگان                 | علی حاتمی               | با صدای خودش            |                         |
| ۱۳۷۰                    | مدرسه پیرمردها          | سیدعلی سجادی‌حسینی       | با صدای خودش            |                         |
| ۱۳۶۹                    | عروس حلبچه              | حسن کاربخش              |                         |                         |
| ۱۳۶۸                    | آخرین مهلت              | پرویز تأییدی            |                         |                         |
| ۱۳۶۸                    | رانده شده               | جهانگیر جهانگیری        |                         |                         |
| ۱۳۶۸                    | عبور از غبار            | پوران درخشنده           | با صدای خودش            |                         |
| ۱۳۶۷                    | برهوت                   | محمدعلی طالبی           | با صدای خودش            |                         |
| ۱۳۶۷                    | در مسیر تندباد          | مسعود جعفری جوزانی      | احمد رسول‌زاده           |                         |
| ۱۳۶۷                    | دوران سربی              | خسرو معصومی             |                         |                         |
| ۱۳۶۶                    | ماهی                    | کامبوزیا پرتوی          | با صدای خودش            |                         |
| ۱۳۶۵                    | اتاق یک                 | رحیم رحیمی پور          |                         |                         |
| ۱۳۶۵                    | شیر سنگی                | مسعود جعفری جوزانی      |                         |                         |
| ۱۳۶۵                    | طلسم                    | داریوش فرهنگ            |                         |                         |
| ۱۳۶۴                    | سمندر                   | محمود کوشان             | احمد رسول‌زاده           |                         |
| ۱۳۶۴                    | مادیان                  | علی ژکان                |                         |                         |
| ۱۳۵۸                    | راهی به سوی خدا         | جلال مهربان             |                         |                         |
| ۱۳۳۷                    | چشم به راه              | خودش                    |                         |                         |

به عنوان کارگردان و نویسنده
| ۱۳۳۷ | چشم‌به‌راه        |
| ۱۳۳۶ | بازگشت به زندگی |
| ۱۳۳۵ | بوسه مادر       |

### مجموعه تلویزیونی
هوشنگ مرادی در دو مجموعه سربداران و بوعلی سینا به جای زاهد (در نقش امیر گرگان) گویندگی کرده‌است.
| سال       | نام              | سمت    | کارگردان       | توضیحات                                                                |
| --------- | ---------------- | ------ | -------------- | ---------------------------------------------------------------------- |
| ۱۳۷۰      | این خانه دور است | بازیگر | مسعود رسام     | شبکه ۲                                                                 |
| ۱۳۶۸–۱۳۶۶ | با سلسله حکمت    | بازیگر | اکبر خواجویی   | شبکه ۱                                                                 |
| ۱۳۶۴      | بوعلی سینا       | بازیگر | کیهان رهگذار   | شبکه ۲ - این مجموعه در سال ۱۳۶۶ به صورت فیلم سینمایی تدوین و اکران شد. |
| ۱۳۶۳      | طالب             | بازیگر | عبدالرضا اکبری | شبکه ۱                                                                 |
| ۱۳۶۳      | سربداران         | بازیگر | محمدعلی نجفی   | شبکه ۱                                                                 |
| ۱۳۶۶–۱۳۵۸ | هزاردستان        | بازیگر | علی حاتمی      | شبکه ۱ / در نقش سید ابراهیم روحانی                                     |
| ۱۳۵۴–۱۳۵۶ | الموت            | بازیگر | داریوش مهرجویی | در نقش «حسن صباح» / ساخت این سریال ۴ قسمتی، نیمه تمام ماند.            |